# Brug 867
Brug 867 is een kunstwerk  in Amsterdam-Zuid.
Het betonnen bouwwerk wordt aangeduid als brug, maar is een viaduct/tunnel. Op het lage niveau reizen voetgangers en fietsers noord-zuid. Op het hoge niveau ligt de noordelijke oprit van de Europaboulevard naar de Rijksweg 10 westwaarts, in het verleden hier Ringweg-Zuid geheten. Het viaduct maakt deel uit van een viaductenstelsel die de kruising tussen Europaboulevard, rijksweg, het spoor en de metrolijn vormt. Daarbij zijn drie partijen in het spel: Rijkswaterstaat (de ringweg en dus Europaboulevardbrug), Nederlandse Spoorwegen/ProRail (spoorbaan) en de gemeente Amsterdam (metrobrug en de omgeving). De gemeente legde ook brug 868 (onder de Europaboulevard) aan en brug 869 (afrit Rijksweg naar Europaboulevard), die vrijwel gelijktijdig gebouwd werden en verbonden zijn door keerwanden. De drie bouwwerken naar een ontwerp van Dirk Sterenberg van de Dienst der Publieke Werken laten eenzelfde uiterlijk zien, waarbij met name de kanteelachtige balustrades opvallen. Sterenberg paste die ook toe bij andere bruggen in de stad, zoals bij brug 704.
<<< · 801 · 802 · 803 · 804 · 805 · 808 · 811 · 812 · 813 · 814 · 815 · 816 · 817 · 818 · 819 · 820 · 821 · 822 · 823 · 824 · 825 · 826 · 827 · 828 · 829 · 830 · 831 · 832 · 833 · 834 · 835 · 836 · 837 · 838 · 839 · 840 · 841 · 842 · 844 · 845 · 846 · 848 · 849 · 850 ·  854 · 856 · 857 · 858 · 859 · 860 · 863 · 864 · 865 · 866 · 867 · 868 · 869 · 870 · 871 · 872 · 873 · 875 · 876 · 877 · 889 · 890 · 891 · 892 · 893 · 895 · 896 · 897 · 898 · 899 · >>>
Brugnummers 800, 806, 807, 809, 810, 843 (gesloopt, Uilenstede, Amstelveen), 847 (Uilenstede, Amstelveen) , 851 (gesloopt, Dirk Sterenberg), 852 (gesloopt, Dirk Sterenberg), 853 (gesloopt, Dirk Sterenberg), 855, 861, 862, 874, 878, 879, 880, 881, 882, 883, 884, 885, 886, 887, 888, 894 zijn niet (meer) vergeven.